# Echt hazenoor
Het echt hazenoor (Otidea leporina) is een schimmel behorend tot de familie Pyronemataceae. Hij vormt ectomycorrhiza, tussen strooisel of op humusarme, kalkrijk zand. Hij komt primair voor onder dennen (Pinus), ook onder loofbomen. Het bevat gifstoffen die ernstige maagklachten kunnen veroorzaken.

## Kenmerken

### Uiterlijke kenmerken
De vruchtlichamen, die meestal in groepen verschijnen, zelden afzonderlijk of verdeeld, zijn 2 tot 5 centimeter hoog. Ze zijn komvormig of konijnenoorvormig met aan één kant diepe spleten. Ze landen vaak direct op de grond; een steelstructuur is afwezig of zeer kort. De binnenkant met de fruitlaag is geelbruin. Vooral als het droog is kan de geelbruine of roestgele, fijn puistige buitenkant wat lichter zijn dan de binnenkant. Het dunne vruchtvlees is bros en smaakt mild. Het heeft geen kenmerkende geur. Jodiumreagentia vertonen geen waarneembaar effect.

### Microscopische kenmerken
De cilindrische buizen meten 140 tot 170 bij 10 tot 12 µm. Ze dragen elk acht lichtgele sporen op een rij. Deze zijn ellipsvormig van vorm en meten 12 tot 14 bij 6,5 tot 8 µm. Hun oppervlakken zijn glad. Binnenin zijn twee of, zelden, een enkele grote oliedruppel of -kern te zien. De parafysen zijn draadvormig en eindigen licht gebogen.

## Verspreiding
Voorvallen zijn bekend in Noord-India, Europa en Noordwest-Noord-Amerika. In Nederland komt het matig algemeen voor. Hij staat op de rode lijst in de categorie 'Bedreigd'.

## Naamgeving
De soort werd beschreven als Helvella auricula door Schäffer in 1763 in zijn Natürlich ausgemahlten Abbildungen baierischer und pfälzischer Schwämme, welche um Regensburg wachsen. Batsch beschreef de soort als Peziza leporina in zijn werk Elenchus fungorum uit 1783. In 1870 werd de soort door Fuckel toegewezen aan het geslacht Otidea.
Een variëteit met kleinere sporen (8-11 × 5-6 µm) genaamd Otidea leporina var. minor is bekend uit Californië.

## Naam
De wetenschappelijke naam verwijst naar hazen (Latijnse Lepus = haas).